# ディディエ・デフォールニ
ディディエ・デフォールニ（Didier Defourny、1966年6月18日 ‐ ）は、ベルギーのレーシングドライバーである。

## 経歴
1989年にデビューし、フランスF3選手権などで活躍。1995年からスパ・フランコルシャン24時間レースにBMWで参戦を始めた。この年はリタイアしたが、翌年はクラス優勝(総合3位)を獲得。1998年もホンダ・インテグラで総合5位となっており、2000年にプジョー・306をドライブして総合優勝を果たしている。また2003年には、フランスGT選手権のタイトルを獲得した。

## レース戦績
| 年   | チーム                             | コ・ドライバー                                      | 車両                      | クラス | 周回 | 総合順位 | クラス順位 |
| ---- | ---------------------------------- | --------------------------------------------------- | ------------------------- | ------ | ---- | -------- | ---------- |
| 1995 | P.N・レーシング                    | フィリップ・メネガル ジャン＝マーティン・ピルナール | BMW・325                  | DTT    |      | DNF      | DNF        |
| 1996 | エキュリーアダムス                 | クルト・タシンズ                                    | BMW・318is                | ST     |      | 3位      | 1位        |
| 1997 | ベルギー・ターボ・チーム           | クルト・タシンズ グレゴール・デ・メビウス           | BMW・318is                | ST     |      | DNF      | DNF        |
| 1998 | チーム・ホンダ・スポーツ・ベルギー | ステファン・デ・グーデト エリック・バシュラール     | ホンダ・インテグラタイプR | SP     |      | 5位      | 5位        |
| 1999 | 日産・ベルギー                     | アラン・クディーニ アンデルス・オロフソン           | 日産・プリメーラ          | SP     |      | DNF      | DNF        |
| 2000 | プジョー・チーム・ベルギー         | クルト・モーケンズ フレドリック・ボブーイ           | プジョー・306             | SP     |      | 1位      | 1位        |